# Cycloctenus robustus
Cycloctenus robustus är en spindelart som först beskrevs av Ludwig Carl Christian Koch 1878.  Cycloctenus robustus ingår i släktet Cycloctenus och familjen Cycloctenidae.
Artens utbredningsområde är New South Wales. Inga underarter finns listade i Catalogue of Life.